# Basilique Sant'Apollinare de Rome
Pour les articles homonymes, voir Saint-Apollinaire.
La basilique Sant'Apollinare (en français : basilique Saint-Apollinaire) est une église de Rome située dans le quartier du Ponte à Rome en Italie. Elle est dédiée à l'évêque Apollinaire de Ravenne.

## Généralités
La basilique Saint-Apollinaire ou Sant'Apollinare alle Terme Neroniane-Alessandrine est une basilique mineure rattachée au titre cardinalice Sant'Apollinare alle Terme Neroniane-Alessandrine. Le 26 mai 1929, Pie XI par la constitution apostolique Recenti conventione instaure la diaconie du même nom. Elle se situe à proximité des thermes de Néron, ou d'Alexandrie (du nom du restaurateur Sévère Alexandre), lieu qui constituait un complexe de thermes romains antiques, dans la zone délimitée par la Piazza della Rotonda, la via del Pozzo delle Cornacchie et la via della Dogana Vecchia, entre le Palais Altemps et la Piazza Navona. Elle est considérée comme une « église-station » pour le jeudi de la cinquième semaine du Carême.

## Histoire
L'église est fondée probablement au VIIe siècle. Elle est d'abord mentionnée dans le Liber Pontificalis sous le règne du pape Adrien Ier, à l'aide des spolia des ruines d'un bâtiment impérial. Les premiers prêtres qui servent l'église étaient probablement des moines basiliens ayant fui la persécution au cours de la période iconoclaste.
Elle est répertoriée dans le catalogue de Turin comme une chapelle papale avec huit clercs et, en 1574, est accordée aux Jésuites par le pape Grégoire XIII. Elle est utilisée comme église voisine de la Collegium Germanicum dans le palais Saint-Apollinaire (aujourd'hui propriété du séminaire romain) qui est ensuite unie au Collège hongrois pour former le Collegium Germanicum et Hungaricum. Elle reste une institution jésuite jusqu'à la suppression de l'ordre en 1773, avant de passer aux Lazaristes.
À la fin du XVIIe siècle, l'église était dans un état de délabrement avancé. Sa reconstruction a été considérée sur une longue période, mais n'est pas effectuée, sans doute en raison du manque de fonds. Malgré cela, en 1702, une chapelle est redécorée et dédiée à saint François Xavier et une statue du saint est commandée à Pierre Le Gros le jeune qui sculpte le marbre avec une extraordinaire virtuosité ; la statue est préservée quand l'église est finalement reconstruite quelque quarante ans plus tard et est toujours in situ).
Ce n'est qu'en 1742, que le pape Benoît XIV commande à Ferdinando Fuga de reconstruire l'église. Fuga y ajoute une nouvelle façade, dans le style fin du XVIe siècle, avec des éléments baroques. Elle est sur deux étages, avec des colonnes ioniques pour les plus basses et corinthiennes dans la partie supérieure. Le niveau inférieur s'ouvre sur une porte centrale flanquée de fenêtres et surmontée d'un tympan. Au niveau supérieur se trouve une grande fenêtre centrale avec un balcon et deux petites fenêtres sur les côtés. La façade est couronnée par un double tympan. Fuga reconstruit également la coupole. La basilique, dans son ensemble, est inaugurée à nouveau en 1748.
En 2008, les travaux de restauration du bâtiment entier et de la cour extérieure sont achevés.
Tout au long de sa longue histoire, l'église a été visitée par plusieurs papes : Pie IX en 1847 à l'occasion du deuxième centenaire de la réapparition de la Madone et Jean XXIII en 1959 et 1962. 
L'église obtient le titre de basilique mineure le 16 mars 1984.  
En 1990, l'église et l'ensemble du complexe auquel elle appartient est confiée à l'Opus Dei sous le nom d'institut pontifical Saint-Apollinaire qui abrite notamment le siège de l'université pontificale de la Sainte-Croix.

## Architecture
L'église est à nef unique bordée sur le côté de pilastres à chapiteaux corinthiens qui maintiennent les arcs aux chapelles latérales. Celles-ci sont dédiées à Louis de Gonzague, saint Joseph, saint François Xavier, Jean Népomucène, Josemaría Escrivá de Balaguer et Ignace de Loyola. 
Dans la voûte en berceau, le plafond représente une fresque à la gloire de saint Apollinaire, par Stefano Pozzi.
Le maître-autel a été fait sur l'ordre de Benoît XIV, avec des décorations en stuc de Bernardino Ludovisi et un retable du début du XVIIe siècle représentant saint Apollinaire et sa consécration comme évêque de Ravenne. La crypte contient les reliques.
La Chapelle des Grâces est elliptique et située en dehors de l'église proprement dite ; elle est accessible par une porte à gauche. Elle contient une fresque, datant de 1494 de la Vierge, Reine des Apôtres, fresque qui a survécu au sac de Rome (1527) grâce aux prêtres qui l'ont recouverte de chaux. Elle fut ensuite redécouverte en 1645, lorsque deux garçons et un soldat trouvèrent refuge dans l'église pendant un tremblement de terre. Un encadrement en marbre avec des angelots en stuc doré a été ajouté par Peter Anton von Verschaffelt.

## Personnes enterrées dans la basilique
- Mgr Antonio Palombi, aumônier secret et cruciféraire du pape Pie VI.
- Giacomo Carissimi, compositeur italien de musique baroque et maître de chapelle de Saint-Apollinaire (1674)
- Francesco Antonio Zaccaria, écrivain et archéologue, décédé en 1795, est enterré dans la chapelle Saint-Ignace de Loyola[3].
- En 1990, le célèbre gangster Enrico De Pedis[4], patron de la Banda della Magliana, est enterré dans la crypte de l'église, avec l'autorisation du cardinal Ugo Poletti. L'inhumation inhabituelle est liée à l'affaire de l'enlèvement d'Emanuela Orlandi et le tombeau est ouvert dans le cadre de l'enquête en mai 2012[5],[6].

Quatre jours plus tard, le 18 mai 2012, don Pietro Vergari, recteur de la basilique Sant'Apollinaire, jusqu'en 1991, est mis en examen pour complicité dans l'enlèvement d'Emanuela.
- Cardinal Jean-Louis Tauran, titulaire du titre cardinalice jusqu'à sa mort en 2018, camerlingue.